# Leucauge ungulata
Leucauge ungulata là một loài nhện trong họ Tetragnathidae.
Loài này thuộc chi Leucauge. Leucauge ungulata được miêu tả năm 1879 bởi Karsch.